# Ana Polo Gutiérrez
|  | «Ana Polo» redirigeix aquí. Si cerqueu l'advocada i presentadora de televisió cubana, vegeu «Ana María Polo». |

Ana Polo Gutiérrez   (Vilassar de Dalt, 1990) és una periodista, humorista, guionista i escriptora catalana.

## Carrera
És llicenciada en periodisme, i va fer les pràctiques als informatius de RAC1. Ha col·laborat regularment en mitjans com RAC1 (al programa La segona hora), Catalunya Ràdio, Televisión Española (al programa Tips) i a 8tv (al programa Catalunya Directe). Cansada dels grans mitjans, on considerava que el seu paper sovint es restringia a ser «la noia del programa», va optar per altres formats i plataformes on les dones disposessin de més llibertat creativa i poguessin exercir de conductores. També va ser guionista i col·laboradora del late show No Te Metas En Política, conduït pels humoristes Facu Díaz i Miguel Maldonado.
Des de finals de la dècada de 2010, ha exercit de monologista arreu de Catalunya, amb peces que inclouen temàtiques feministes i lgbti+. Va conduir durant quatre temporades el pòdcast Oye Polo a Radio Primavera Sound, juntament amb l'humorista Oye Sherman, que va esdevenir un dels pòdcasts més escoltats en català en el període 2020-2024. També el 2020 va iniciar el programa Feministic a Fibracat TV, un espai de càpsules sobre divulgació feminista. Se'n van dur a terme 40 capítols, fins que la plataforma va tancar a finals de 2022. El mateix 2022, a partir d'una proposta de l'editorial La Galera, va publicar el seu primer llibre, titulat La meva primera guia feminista, il·lustrat per Eva Palomar. Pensat com una breu introducció al feminisme per a criatures a partir de 10 anys, aquest llibre busca cobrir el buit editorial que hi ha de llibres feministes de no-ficció per a infants. Està disponible en català i castellà.

## Vida personal
El 2025, en una entrevista amb Laura Aznar al pòdcast d'El Crític, va fer públic que el 2015, mentre feia les pràctiques a La segona hora amb Quim Morales de cap, ell li havia fet un petó després d'un dinar d'empresa, cosa que considerava que havia estat una agressió sexual i un abús de poder. Els fets van ocórrer quan ella tenia 24 anys i ell, 40. Tot seguit, Morales va corroborar a Catalunya Informació la veracitat dels fets, tot i que els va qualificar de «mal comportament», i es va disculpar a la xarxa social X de la següent manera: «Lamento profundament el comportament inapropiat que vaig tenir amb ella. És inexcusable». Arran d'aquest cas, es va desencadenar un equivalent al #MeToo en el món del periodisme català, en què diverses periodistes van denunciar públicament agressions, abusos de poder i actituds masclistes.

## Publicacions
- Polo, Ana; Palomar, Eva. La meva primera: guia feminista. 1a edició.  Barcelona: laGalera, 2022. ISBN 978-84-246-7165-5.